# Масляев, Вадим Ефимович
Вади́м Ефи́мович Масля́ев (6 [19] апреля 1914, с. Паньшино, Симбирская губерния — 8 июня 1988, Волгоград) — советский, российский архитектор, педагог. Народный архитектор СССР (1976). Главный архитектор Волгограда (1958—1985). Член Союза архитекторов СССР (1937).

## Биография
Родился 6 (19) апреля 1914 года в селе Паньшино (ныне — в Радищевском районе Ульяновской области).

Учился в Московском архитектурном институте (1931—1936). В 1942 году окончил Военно-инженерную академию им. В. В. Куйбышева, военный инженер. 

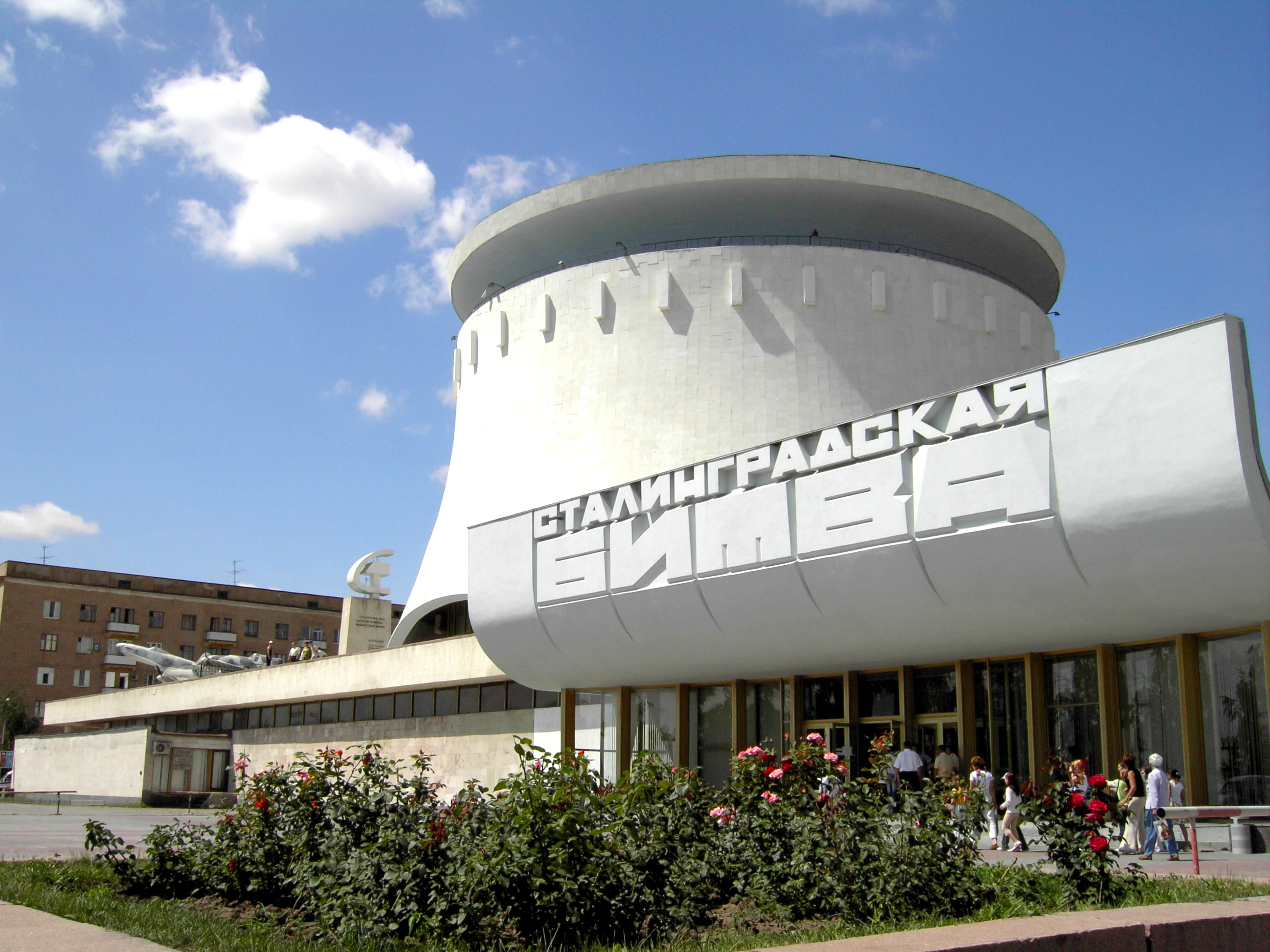
Музей-панорама «Сталинградская битва»

В 1935 году работал архитектором в «Сельхозстройпроекте» (Москва), в 1936—1937 годах — старшим архитектором в Алма-Атинской архитектурной мастерской. В 1939—1941 годах — главный архитектор проекта в ПИ «Казгоспроект» (Алма-Ата).
Участник Великой Отечественной войны, служил старшим инженером сапёрного батальона, начальником отдела инженерной разведки инженерно-саперного батальона.
В 1945—1957 годах — начальник «Сталинградпроекта». Главный архитектор Волгограда (1958—1985). Преподавал в Волгоградском инженерно-строительном институте (ныне Институт архитектуры и строительства Волгоградского государственного технического университета), заведующий кафедрой архитектуры, с 1984 — профессор. Выступал в местной и центральной печати по проблемам строительства и архитектуры, один из авторов монографии «Волгоград».
Умер 8 июня 1988 года в Волгограде. Похоронен на Димитриевском кладбище.

## Политическая деятельность
- Член ВКП(б) (впоследствии КПСС) с 1945 года
- Член Советского комитета Защиты Мира, председатель Волгоградского комитета Защиты Мира
- Представитель в Ассамблее СБСЕ

## Основные работы
В Волгограде
- Жилой дом по ул. Ленина, д. 25
- Жилые дома по ул. Советской
- Здание Педагогический институт (1952)
- Дворец труда (1953)
- Музей и здание панорамы Сталинградской битвы (1983)
- Генеральный план Волгограда (в составе авторского коллектива)

## Награды и звания
- Заслуженный архитектор РСФСР
- Народный архитектор СССР (1976)
- Орден Ленина
- Орден Трудового Красного Знамени
- Орден Октябрьской Революции
- Два ордена «Знак Почёта»
- Орден Красной Звезды
- Орден Отечественной войны I степени
- Орден Отечественной войны II степени
- Медаль «За боевые заслуги»
- Медаль «За отвагу»

## Сочинения
- Масляев В. Е. Город-герой Волгоград. — М.: Стройиздат, 1976. — 160 с. — (Архитектура городов-героев). — 10 000 экз.